# AVO (Zigarre)

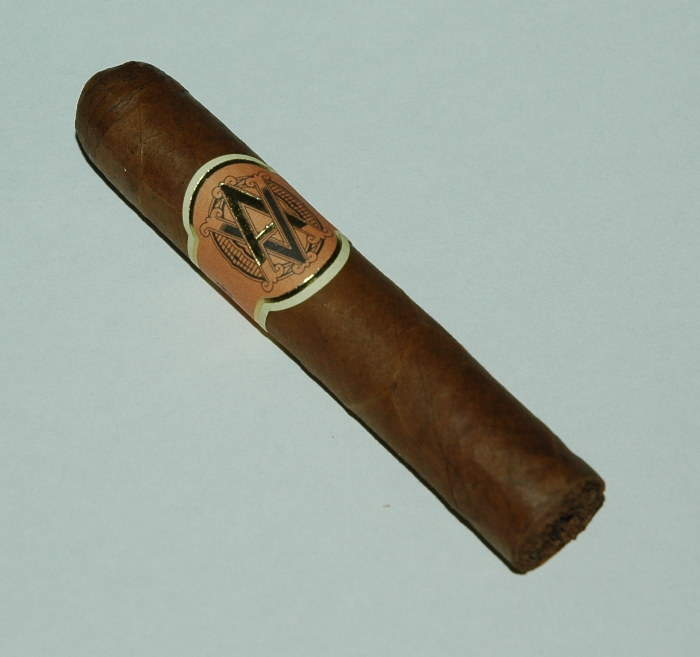
AVO-Zigarre

AVO ist eine Zigarrenmarke der Oettinger Davidoff Group. Hergestellt wird die Marke von Avo Uvezian im Cibao-Tal in der Dominikanischen Republik.
Als der Jazzmusiker Avo Uvezian sich in den 1980er-Jahren in Puerto Rico niederließ, eröffnete er ein Restaurant und eine Pianobar. Dort entdeckte er seine Leidenschaft für Zigarren und ließ schon bald seine eigenen für den Privatgebrauch herstellen. Bei der Suche nach einem geeigneten Hersteller traf er im Jahr 1982 auf den Zigarrenproduzenten Hendrik Kelner in der Dominikanischen Republik. Seine ersten Zigarren nannte Avo Uvezian „Bolero“, da in den USA diese Marke aber bereits geschützt war, gab er ihnen später seinen eigenen Vornamen. Seine Gäste waren von der Zigarre derart angetan, dass er sein Glück als Zigarrenhersteller versuchte.
Avo Uvezian sandte dem Davidoff-Shop in New York einige Muster seiner Zigarren. Da die Nachfrage anstieg, einigte man sich, und der Davidoff-Laden übernahm den Vertrieb der AVOs in den USA. Im ersten Jahr verkaufte Davidoff 125.000 Stück, nach drei bis vier Jahren stieg der Verkauf auf 750.000 Stück. Daraufhin wurde die Marke von der Oettinger Davidoff Group gekauft. Die Verantwortung für den Produktionsprozess und die Mischungen trägt jedoch weiterhin Avo Uvezian.